# مجلس وزراء سوريا
مجلس الوزراء هو الهيئة التنفيذية الرئيسية في الجمهورية العربية السورية. وفقاً للمادة 118 من الدستور السوري والتي تتضمن:

## الحكومة الحالية
بعد دخول قوات المعارضة المسلحة مدينة دمشق يجري حالياً نقل الملفات الحكومية من حكومة محمد غازي الجلالي إلى حكومة تصريف الأعمال برئاسة محمد البشير. وفي 29 آذار 2025 أصدر الرئيس أحمد الشرع قرارًا رئاسيًا رقم (9) لعام 2025 بتشكيل الحكومة السورية الانتقالية والتي جاءت من 23 وزير.

## روابط خارجية
- رئاسة مجلس الوزراء السوري
- الحكومات السورية على موقع رئاسة مجلس الوزراء
- الحكومات السورية على موقع مجلس الشعب السوري
- وزارات الدولة على بوابة الحكومة الإلكترونية السورية
- الوزارات والهيئات الحكومية على موقع مجلس الشعب السوري